# Subansamble Auto
Subansamble Auto Pitești este o companie producătoare de componente auto din România.
Compania deține patru fabrici, la Pitești, Craiova, Câmpulung Muscel și Curtea de Argeș.
Număr de angajați în 2008: 3.600

## Activități
Subansamble Auto a realizat în 2000 un parteneriat cu firma elvețiană Gurit-Essex, cea mai mare companie europeană de adezivi și soluții de etanșeizare, firma rezultată (Gurit Essex Romania) fiind un furnizor pentru Automobile Dacia.
Subansamble Auto a înființat în 2003 firma Inergy Automotive Systems, în parteneriat cu Inergy Automotive France și Inergy Automotive Management & Research Belgia.
În anul 2000, Subansamble Auto avea o cifră de afaceri anuală de aproximativ 45 milioane euro.